# 王其梅
王其梅（1914年—1967年），字时英，号魁伯，曾用名王时杰、王翰伯，男，湖南桃源人，中国人民解放军将领、中国人民解放军开国少将。
曾任中国人民解放军西藏军区副政委。1955年，授予中国人民解放军少将。